# Vekoma
Vekoma är ett företag som tillverkar berg- och dalbanor och andra attraktioner. Vekoma har sin bas i Nederländerna och har konstruerat allt från massiva stål-berg- och dalbanor och vattenbanor till familje- och barnattraktioner. I Sverige har företaget bland annat konstruerat Delfinexpressen på Kolmården. 